# Békefi Antal (író)
Békefi Antal (eredeti neve: Kann Nathan; Szentes, 1858. szeptember 7. – Szeged, 1907. október 2.) novellista, regényíró, újságíró, szerkesztő. Békeffi László színműíró apja.

## Élete
Apja Kann Leopold kereskedő, anyja Back Rozália. A család többször költözködött, végül Szegedre kerültek, ekkor már Kann Antal néven folytatott gimnáziumi tanulmányokat, 1875-ben végezte el a reáliskolát, utána felvették a budapesti színiiskola operai osztályába, de egy év múltán kezdődő tüdőbaja miatt onnan kilépett, feltehetően a színiiskolában vette fel a Békeffy, majd 1884-ben a Békefi nevet. Rendszeresen írt verseket, publikálási lehetőséget is kapott a Szegedi Néplapban.
Az 1879-es szegedi árvíz Békefi családjának házát is romba döntötte, Békefinek Budapestre kellett költöznie egészségi állapota miatt. 1879-ben újságírói pályára lépett, Mende Bódog Független Hírlap című lapjának munkatársa lett, sokat írt e lapban a szegedi nagy árvíz szomorú eseményeiről. Tárcáit sorra megjelentette a Független Hírlap. 1880-ban a szegedi számvevőségen napidíjas állást kapott, de intellektuális tevékenységre vágyott. A szegedi műkedvelők közt két népszínműben is játszott, az egyik Szigligeti Ede Liliomfi című vígjátékában volt, amelyben Gyuri pincért alakította, de a műkedvelőkkel hamar megszakadt a kapcsolata. Inkább az irodalom foglalkoztatta, verseit publikálta a Magyarország és a Nagyvilág és a Szegedi Híradó. Próbált ismét újságíróként elhelyezkedni, Mikszáth Kálmán is íratott vele próbatárcát.
1881 nyarán Mikszáth Kálmán, a már ismert író és a Szegedi Napló jeles munkatársa Szegedről Budapestre távozott, így a Naplónál megüresedett egy hely, ide került be Békefi. 1887-ben már főmunkatársi beosztásban dolgozott, majd 1899-ben e nagy vidéki lap szerkesztője lett. Kezdettől fogva kiváló riportokat írt a Naplóba, de írt mindent, apró hírt, tárcát, stb. A lapszerkesztéshez igen értett, szinte felfrissítette a Naplót, új rovatokat alakított ki, a hírektől különválasztotta a törvényszéki híreket. A vidéki hírek az Alföld című rovatban szerepeltek, a fővárosi lapokból átvett témák a Különfélék rovatba kerültek, az iskolákkal kapcsolatos tudósítások a Tanügy rovat címet kapták, az Újdonságok rovat színesen megírt hírekkel gazdagodott. Volt érzéke a tehetségek megválogatásában és újságíróvá nevelésében. Az ő csapatában dolgozott többek között Tömörkény István, Móricz Pál, Szakács Andor és Molnár Jenő. Még ő vitte a Naplóhoz és nevelte újságíróvá Sz. Szigethy Vilmost (1900) és Móra Ferencet (1902).
Békefi szépirodalmi munkásságából leginkább a parasztnovellák érdemelnek külön figyelmet, amely műfajt aztán Tömörkény István vitt tökélyre. Jelentékeny szerepet játszott Szeged politikai- és közéletében. Egyik alapítója volt a Dugonics Társaságnak, amelynek irodalmi céljait mint főtitkár is szolgálta. 1892–1893-ban a szegedi Lloyd társulat titkára, 1887-ben a helyi függetlenségi és 48-as párt alapítója, alelnöke, majd elnöke. Kiváló érdemei voltak a vidéki hírlapírók szociális helyzetének javítása körül, a Vidéki Hírlapírók Szövetségének alelnökeként is erre törekedett.

## Köszöntése
1905 májusában ünnepelték Békefi újságírói pályájának negyedszázados évfordulóját. Szeged város hivatalos vezetése is köszöntötte, s főleg a pályatársak. Újságírói, szerkesztői teljesítménye méltán váltotta ki a tiszteletet.

## Magánélete, halála
1889-ben feleségül vette a szegedi színház tehetséges színésznőjét, Kükemezey Vilmát (1864–1891), 1891-ben fiuk született. A felesége gyermekágyi lázban meghalt. (A fiú Békeffi László néven híres komikus és kabarészerző lett.)
Az özvegy Békefi Antal 1903. november 16-án Szegeden nősült újra, a Barcsay-patika tulajdonosának a lányát, Barcsay Gizella Teréziát vette feleségül. Házassági tanújuk Lázár György jogtudor, országgyűlési képviselő és Rainer József városi rendőrfőkapitány volt. Békefi házasságai révén felekezetet is váltott.
1906 januárjában Békefi már ágyban fekvő beteg lett, a szerkesztést átvette tőle Vass Géza. A család sokat tett gyógyításáért, de végül fiatalon szerzett tuberkulózisa halálát okozta 1907. október 2-án. Írók, újságírók és a város vezetői búcsúztatták szóban vagy írásban, köztük Tömörkény István, Pósa Lajos, Cserzy Mihály, Palócz László. A szegedi Református temetőben nyugszik (C/2-V-6/7).

## Művei
- Bíró előtt. Szeged, 1885
- Rózsa Sándorról (vagy: Sötét idők) Szeged, 1887 (Palotás Fausztinnal együtt)
- Szegény ördögök. Szeged, 1889
- Kálvárián. Budapest, 1894
- A kisregényhősnő (1895)
- Az asszony ítél (1897)
- Betyárok. Szeged, 1898 Második kiadás, 1899
- Egy kis batisztruha és egyéb történetek. Budapest, 1899
- Az életből. Szeged, 1904

Versszövege Dankó Pista megzenésítésében vált halhatatlanná: „Eltörött a hegedűm, nem akar szólani..."